# Mitsubishi Pajero Pinin

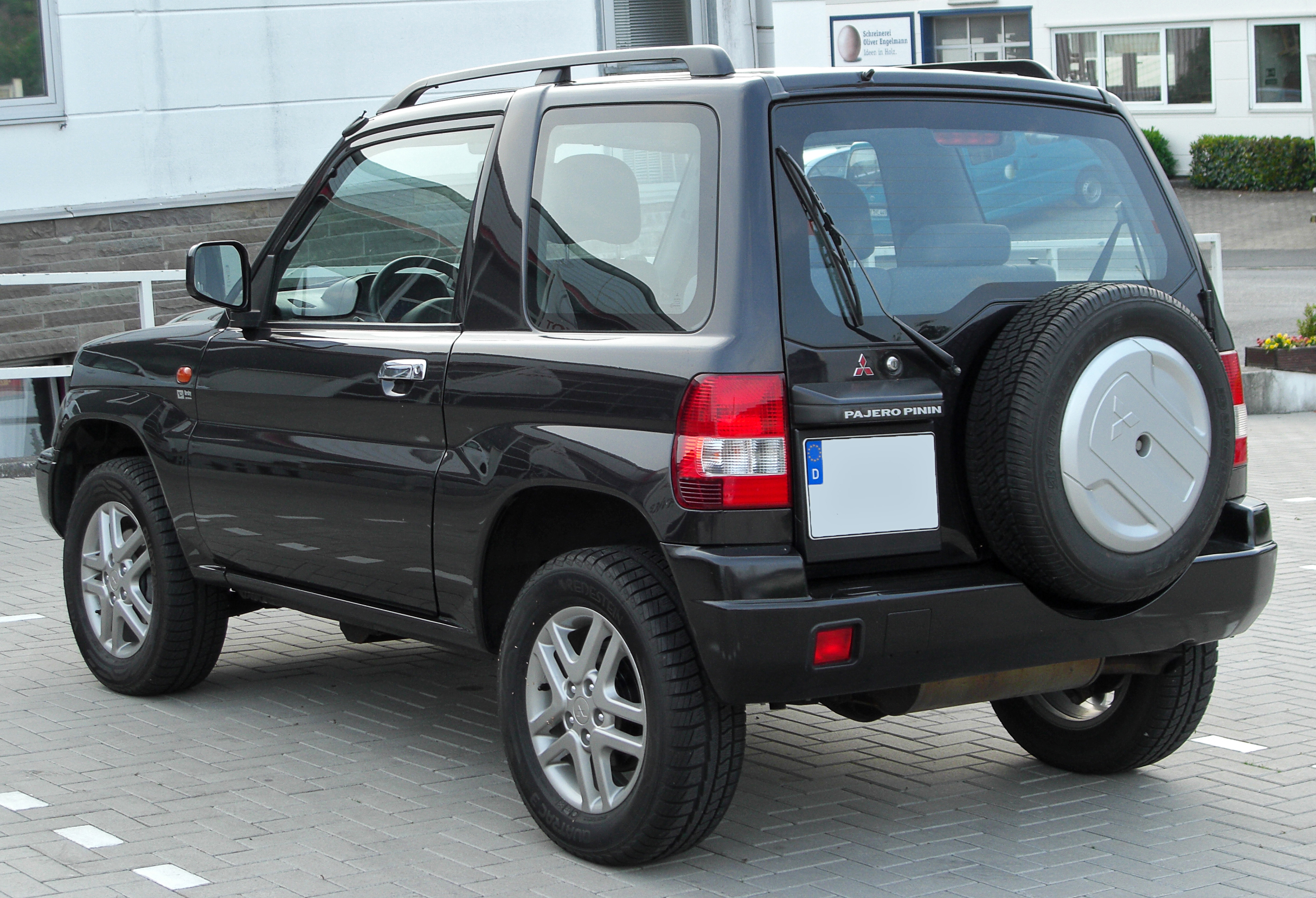
Mitsubishi Pajero Pinin w wersji trzydrzwiowej

Mitsubishi Pajero Pinin – mały samochód terenowy produkowany przez japońską firmę Mitsubishi od 1998 roku. Dostępny w wersji trzy- i pięciodrzwiowej. Do napędu używano silników R4 o pojemności 1,8 i 2,0 litra. Moc przenoszona jest na obie osie.

## Dane techniczne (1.8 GDI)

### Silnik
- R4 1,8 l (1834 cm³), 4 zawory na cylinder, DOHC
- Układ zasilania: wtrysk bezpośredni
- Średnica cylindra × skok tłoka: 81,00 mm × 89,00 mm
- Stopień sprężania: 12,0:1
- Moc maksymalna: 120 KM (88 kW) przy 5250 obr./min
- Maksymalny moment obrotowy: 174 Nm przy 3500 obr./min

### Osiągi
- Przyspieszenie 0-100 km/h: 10,2 s
- Prędkość maksymalna: 168 km/h

## Dane produkcyjne
| Rok  | Wielkość produkcji | Wielkość produkcji | Wielkość produkcji |
| Rok  | Japonia            | Włochy             | Brazylia           |
| ---- | ------------------ | ------------------ | ------------------ |
| 1998 | 54 262             | -                  | -                  |
| 1999 | 51 516             | b/d                | -                  |
| 2000 | 24 783             | 18 626             | -                  |
| 2001 | 13 799             | 12 150             | -                  |
| 2002 | 8959               | 11 300             | 1380               |
| 2003 | 9016               | 8313               | 3180               |
| 2004 | 8136               | 8579               | 6090               |
| 2005 | 3592               | -                  | 5280               |
| 2006 | 2564               | -                  | 6060               |
| 2007 | 505                | -                  | 9300               |

(Źródła: Facts & Figures 2000, Facts & Figures 2005, Facts & Figures 2008, Mitsubishi Motors website)